# Abella d'Adons (municipio)
Abella d'Adons fue un municipio español de la provincia de Lérida.

## Toponimia
El antiguo municipio puede aparecer referido como «Abella d'Adons», «Adons y Abella» y «Adons y Abella de Adons».

## Historia
Hacia mediados del siglo XIX, el municipio, que incluía en su término los lugares de Adons y Abella d'Adons, tenía contabilizada una población de quince habitantes. Aparece descrito en el primer volumen del Diccionario geográfico-estadístico-histórico de España y sus posesiones de Ultramar de Pascual Madoz con las siguientes palabras:

ADONS y ABELLA DE ADONS: l. con ayunt. de la prov. y dióc. de Lérida (24 horas), part. jud. y adm. de rent. de Tremp (7), aud. terr. y c. g. de Cataluña (Barcelona, 43): sit. en terreno montuoso cerca del Pirineo, dividido en dos cas. dist. uno de otro 1/4 de hora y separados por un profundo barranco: á la der. de este y al E. se halla el cas. que lleva el nombre de Adons compuesto de 16 casas, y á la izq. sobre una roca el de Abella con solo 5; todos los edificios, mas bien que casas, son miserables chozas de un solo piso; sin embargo, los hab. no sufren enfermedades particulares; ambos están bien ventilados, no obstante que al O. se eleva una sierra muy alta denominada de Adons; cada uno de los cas. tiene su respectiva igl. parr.; la de Adons dedicada á S. Vicente mtr. es la matriz, donde reside el cura cuya vacante provee el diocesano; la de Abella dedicada á Sta. Eulalia es filial, y en ella celebra el parroco la segunda misa en los dias feriados; las dos igl. tienen á sus inmediaciones el respectivo cementerio en parages bien ventilados: en medio del term. hay una capilla dedicada á S. Roque y á la inmediacion de cada uno de los cas. una fuente de agua de buena calidad para el surtido de los hab.: confina por el N. con los de Trepadus, Viu y Perbes; por el E. con el de Corroncuy, por el S. con los de Espluga de Serra, Torre de Tamuran y Llastarre y por el O. con los de Castarner y Aubet y se estiende de E. á O. 2 horas y de S. á N. 7/4: mas abajo de Adons al E. cerca del camino que sube de la Conca, hay dos casas llamadas la Beguda de Adons. El terreno es pedregoso, lleno de riscos y peñas con poca tierra y de mala calidad, el cual apenas rinde el 3 por 1 de sembradura; se cultiva como la décima quinta parte, y despues de haberla hecho producir algunos años, se abandona y se rotura otra; escepto las tierras mas inmediatas al pueblo y algunos huertos que se riegan con el sobrante de las fuentes: tiene mucho bosque maderable, pero sin estraccion por la escabrosidad del terreno. Los caminos son de pueblo á pueblo, de herradura y casi intransitables, especialmente en invierno; en el verano usan algunos como atajo el que pasa por junto las casas de la Beguda para ir de la Conca de Tremp al puente de Suert; pero en invierno es impracticable: sus prod. son centeno, trigo, cebada, patatas, legumbres, ganado lanar, cabrio y vacuno en corto número. Pobl. 8 vec: 51 alm.; cap. imp. 17,001 rs.
(Madoz, 1845, pp. 84-85)

El municipio de Corroncuy desapareció de cara al censo de 1857, al incorporarse al de Pont de Suert.